# Agachamento

Agachamento com barra

O agachamento é um exercício físico de força em que o praticante abaixa os quadris a partir de uma posição em pé e depois se levanta. Durante a descida de um agachamento, as articulações do quadril e do joelho flexionam enquanto a articulação do tornozelo dorsiflexiona; por outro lado, as articulações do quadril e do joelho se estendem e a articulação do tornozelo flexiona quando em pé.
O agachamento é considerado um exercício vital para aumentar a força e o tamanho dos músculos da parte inferior do corpo, além de desenvolver a força do core. Os músculos agonistas primários usados durante o agachamento são o quadríceps femoral, o adutor magno e o glúteo máximo. O agachamento também usa isometricamente os eretores da coluna vertebral e os músculos abdominais, entre outros.

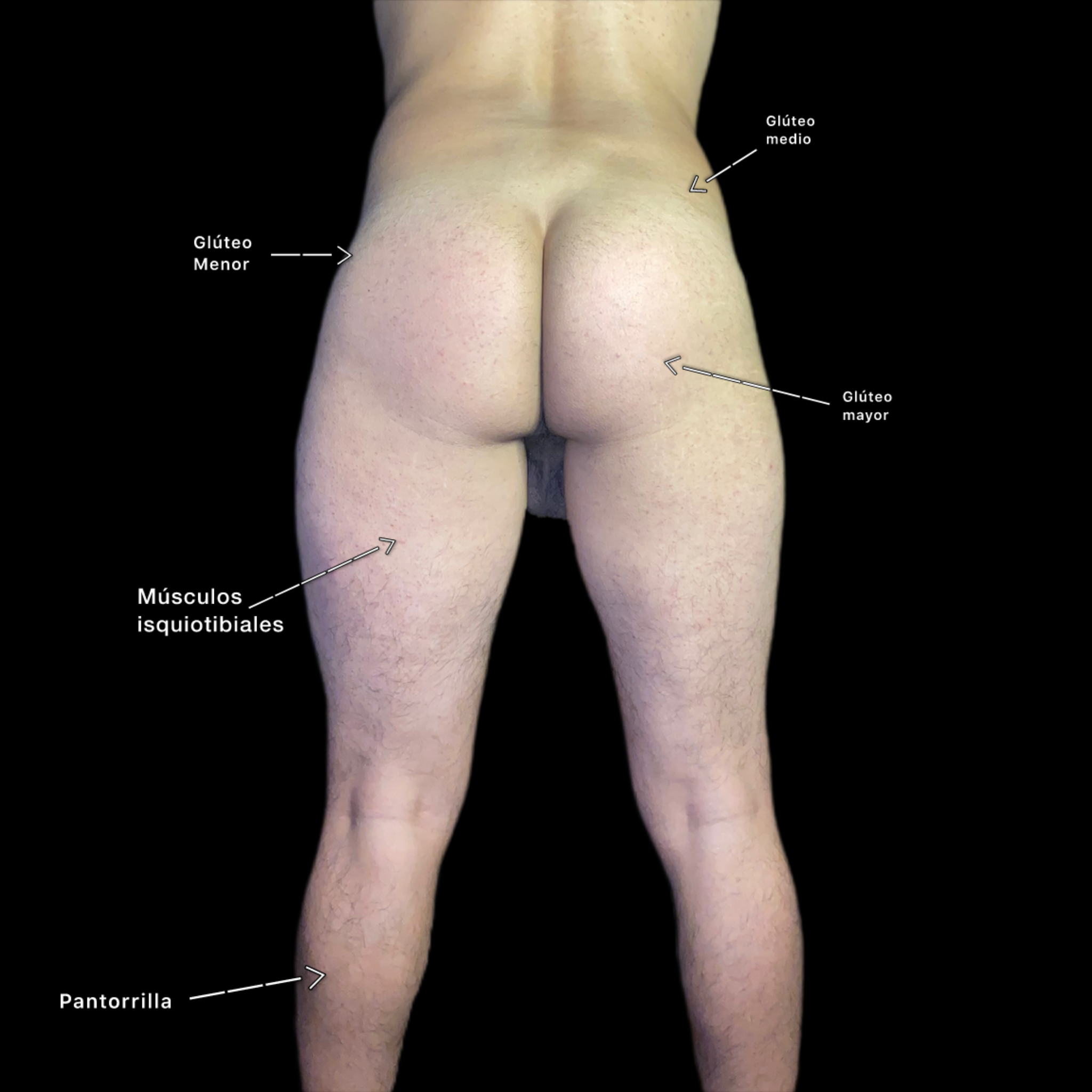
Músculos envolvidos

O agachamento é um dos três levantamentos no esporte de força do levantamento de peso básico, junto com o levantamento terra e o supino. Também é considerado um exercício básico em muitos programas populares de exercícios recreativos.